# فاسيلي كاندينسكي
فاسيلي كاندينسكي (بالروسية: Василий Кандинский) فنان روسي (16 ديسمبر 1866 - 13 ديسمبر 1944) أحد أشهر فناني القرن العشرين، اكتشافاته في مجال الفن التجريدي جعلته واحدا من أهم المبتكرين والمجددين في الفن الحديث. في كلتا الحالتين، كفنان وباحث نظري لعب دوراً محورياً ومهماً جدا في تطور الفن التجريدي. تنسب اليه جائزة كاندينسكي للفنون، ومن أشهر تصاميمه كرسي كاندينسكي الذي أخذ طابع مدرسة باوهاوس في ألمانيا.
يعتبر كاندينسكي من اعظم المؤثرين في الحركة الفنية بين أبناء جيله، وفي القرن العشرين. وكاحد الرواد الأوائل للمبدأ اللاتصويري أو اللاتمثيلي، وبعبارة أخرى، مبدأ «التجريدية الصافية». كما يعتبر الفنان كاندينسكي ممهد الطريق للمذهب التعبيري - التجريدي، حيث أصبح هذا المذهب مدرسة الرسم المهيمنة والسائدة منذ ذلك الوقت - وفترة الحرب العالمية الثانية وما بعدها. وقد أطلق عليه اصحابه لقب “أمير الروح” و“الفارس”.

## حياته المهنية
عمل كاندينسكي في مطلع شبابه لدى إحدى الشركات التي تولَّتْ أعمال الإحصاء في المقاطعات القروية والفلاحية. وقد أنجز مهمَّته في إعداد دراسة وإحصاء عن الفلاحين في مقاطعة فلوغدا Voogda بنجاح كبير، مما أهَّله لأن يصبح أحد أعضاء الهيئة الإدارية لتلك الشركة. وقد ساعده هذا النجاح على متابعة دراسته الأكاديمية. ففي السنة 1892، اجتاز الامتحانات النهائية في كلِّية الحقوق دون عناء يُذكَر. وفي تلك الأثناء بالذات، التقى مع آنية تشمياكين، التي كانت تدرس في القسم الخارجي من نفس الجامعة، وتزوَّج منها.
وقف كاندينسكي، مع نهاية القرن التاسع عشر، أمام خيارين: إما أن يعمل من خلال لقب بروفسور في جامعة Tartu، وإما أن يكون رسامًا لا يلوي على شيء، متكلاً فقط على إحساسه بهذا الفنِّ العظيم وإيمانه به. وقد كان لاكتشافه معرض الانطباعيين الباريسيين الذي أقيم في موسكو في تلك الحقبة من تاريخه، وخاصة تأثره البالغ بإحدى لوحات الفنان الانطباعي العريق كلود مونيه «كومة القش»، ولاستماعه إلى موسيقى فاغنر Wagner في المسرح الإمبراطوري الروسي، تأثيرٌ كبير على قرار حياته. فانحاز إلى اتجاه دراسة الفنون التشكيلية دون أيِّ تردد أو إبطاء، وهو عندئذٍ يناهز الثلاثين من العمر.
هاجر كاندينسكي إلى ألمانيا سنة 1896 ليستقر في ميونخ التي درس في اكاديمة الفنون الجميلة فيها. ثم عاد إلى موسكو بداية الحرب العالمية الأولى عام 1914.
درس كاندينسكي الفن في مدرسة مالينكس للفنون التي اسست انذاك في ميونيخ وكان أحد تلامذته في ذلك الوقت، غابرييل مونتز والذي أصبح رفيقه في الفن سنوات عديدة. رسوماته ولوحاتاه انجزها بالأسلوب الطبيعي naturalistic. اقام أول عرض لاعماله سنة 1902 في معرض منفصل وكانت أعمال نحت على الخشب. في الفترة 1904 بدأ رحلة فنية واطلاع واستكشاف عامة إلى إيطاليا، هولندا، شمال أفريقيا، ثم عاد إلى روسيا في زيارة قصيرة. بعدها اقام معرضا لاعماله في " صالون الخريف " - "Salon d' automn " في باريس. في الفترة 1904 - 1909 انتخب كاندينسكي رئيسا لتجمع فني تاسس وقتها ودعي بـ" مجموعة ميونيخ الحديثة - " NKVM" بداية التغير وتطور طبيعة الرسم خلال رحلة قصيرة إلى باريس عام 1909.
اعتمد كاندينسكي في ميونخ على تبسيط الشيء. فرسم بواسطة «طباعة الخشب» الكثير من الأعمال الغرافيكية والتصاميم الخطوطية، على الرغم من أنه كان محاطًا بحركة فنية اتصفت بـ«المحافظة والنظرة البرجوازية وضيق الأفق»، على حدِّ تعبيره. كما رأى أن هناك خضوعًا نصف أكاديميٍّ مسيطِرًا عليها. ومن ضمن ما أنجزه في تلك الأيام بواسطة طباعة الخشب لوحة «المغنية» ذات اللونين (1903)؛ وقد تميزت بتلك الخطوط الطولانية العمودية التي تشابهت وخطوط أسطر النوتة الموسيقية. وكان مردَّ ذلك إيمانُه العميق بتواصل الموسيقى مع الرسم. وهو يفسِّر هذا التواصل بأنه يحدث من خلال علاقة تفرُّس ما بين المتلقِّي واللوحة بألوانها وتشكيلها الكلِّي. وتُعتبَر لوحة «المغنية» إقرارًا وثائقيًّا بهذا الإيمان المطلق. مع حلول العام 1911، أسَّس كاندينسكي وصديقه فرانتس مارك Franz Marc حركة تشكيلية جديدة عُرِفَتْ بجماعة «الفارس الأزرق» der Blaue Reiter؛ ويعود ذلك اللقب إلى أن كليهما أحبَّ استخدام اللون الأزرق في أعماله، إضافة إلى شَغَفِ مارك برسم الخيول وشغف كاندينسكي برسم الفرسان.
انضم عام 1921 في ألمانيا إلى مدرسة باوهاوس الفنية والمعمارية إلى غاية اغلاقها من قبل النازيين عام 1933، فانتقل بعدها إلى فرنسا ليعيش بقية حياته فيها بعد أن أصبح مواطنا فرنسيا في 1939 وتوفي هناك عام 1944.

## أعماله

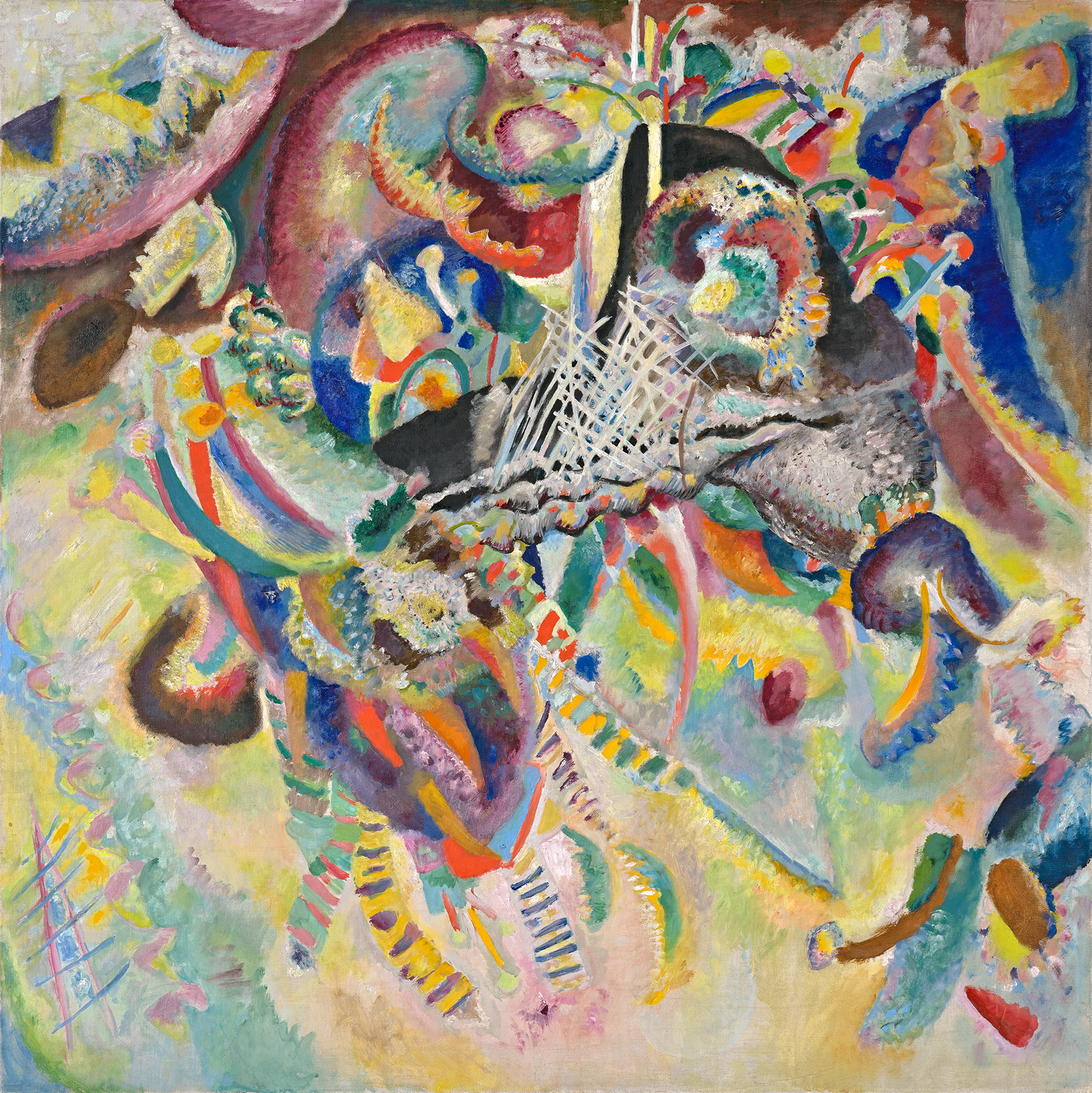

## وصلات خارجية
- فاسيلي كاندينسكي على موقع IMDb (الإنجليزية)
- فاسيلي كاندينسكي على موقع الموسوعة البريطانية (الإنجليزية)
- فاسيلي كاندينسكي على موقع ميوزك برينز (الإنجليزية)
- فاسيلي كاندينسكي على موقع إن إن دي بي (الإنجليزية)
- معرض لرسومات الفنان الروسي كاندينسكي في ميونخ
- فاسيلي كاندينسكي وسنوات مخاضه الروحي نحو التجريد في معرض.. نسخة محفوظة 16 ديسمبر 2014 على موقع واي باك مشين.